# 地牢 (BDSM)

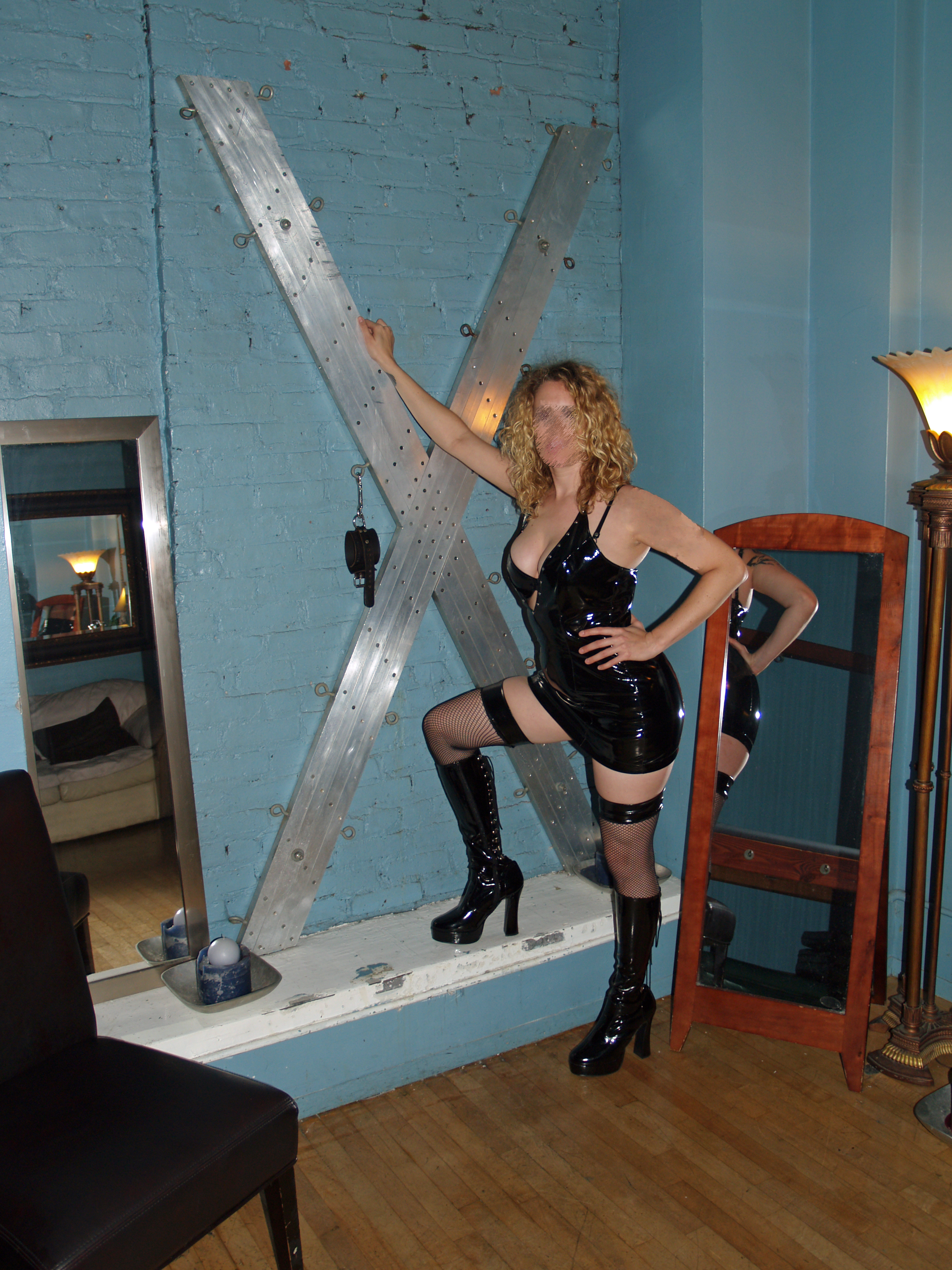
纽约市地牢

在BDSM中，地牢（英語：Dungeon）是进行活动的任何预留空间。
私人地牢经常制造在住宅地下室或多余的房间。特别是在城市规划法禁止这种类型的俱乐部在居民区或靠近学校或教堂地区，BDSM组织有时会为其成员制作安全空间，较流行的空间有旧仓库和工厂。

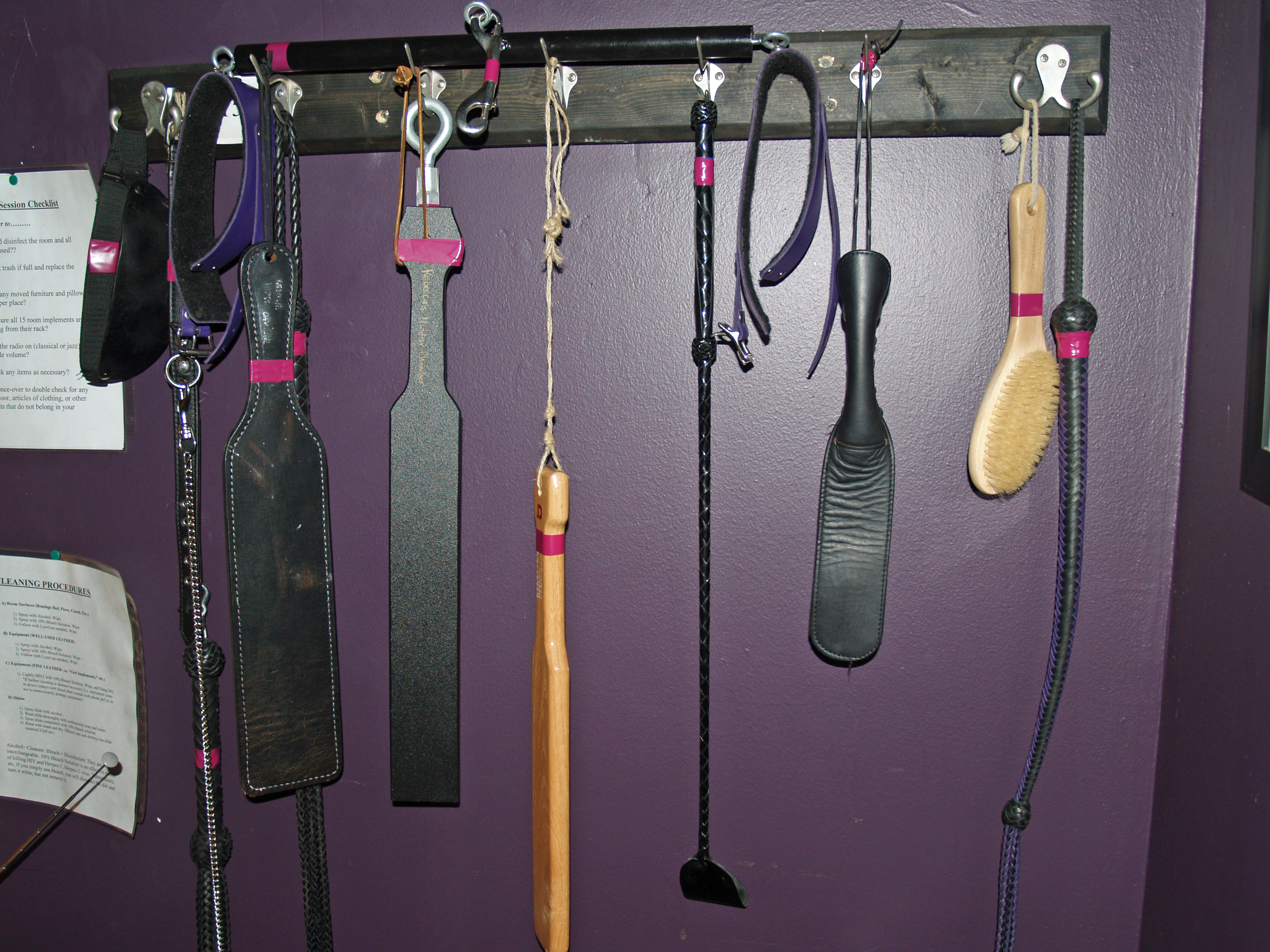
地牢工具